# 查山乡
查山乡，是中华人民共和国河南省信阳市平桥区下辖的一个乡镇级行政单位。

## 行政区划
查山乡下辖以下地区：
查山街社区、刘岗社区、井老村、倪寨村、张岗村、肖店村、龚岗村、梁庙村、查山村、陈楼村、双堆村、马庄村、九里岗村和王老庄村。